# Svenska mästerskapen i friidrott 2016
Svenska mästerskapen i friidrott 2016 var det 121:a svenska mästerskapet i friidrott. Följande deltävlingar genomfördes: 
- SM halvmaraton den 21 maj i Göteborg, arrangör Göteborgs FIF
- SM stafett den 28  till 29 maj på Stockholms Stadion i Stockholm
- SM maraton den 4 juni på Stockholm Marathon i Stockholm, arrangör Hässelby SK och Spårvägens FK
- SM 10 km landsväg den 15 juni i Stockholm (SM-milen)
- SM 100 km landsväg den 13 juli i Norrköping
- SM lag den 13 juli på Borgsmo IP i Norrköping
- Stora SM den 26  till 28 augusti på Sollentunavallen i Sollentuna
- SM mångkamp den 10  till 11 september på Lugnets IP i Falun, arrangör Falu IK
- SM terräng den 22  till 23 oktober i Västerås

## Medaljörer, resultat

### Herrar
| Gren               | Guld                     | Guld                                                                   | Guld     | Silver              | Silver                                                                   | Silver   | Brons                    | Brons                                                                      | Brons    |
| 100 meter          | Tom Kling-Baptiste       | Huddinge AIS                                                           | 10,27    | Odain Rose          | IFK Umeå                                                                 | 10,37    | Austin Hamilton          | Malmö AI                                                                   | 10,39    |
| 200 meter          | Tom Kling-Baptiste       | Huddinge AIS                                                           | 21,09    | Johan Wissman       | Hässelby SK                                                              | 21,26    | Henrik Larsson           | IF Göta                                                                    | 21,34    |
| 400 meter          | Benjamin Mullen          | Turebergs FK                                                           | 47,12    | Erik Martinsson     | Gefle IF                                                                 | 47,21    | Dennis Forsman           | Ullevi FK                                                                  | 47,41    |
| 800 meter          | Johan Rogestedt          | Stenungsunds FI                                                        | 1:49,92  | Andreas Kramer      | Sävedalens AIK                                                           | 1:50,39  | Elmar Engholm            | Hässelby SK                                                                | 1:50,80  |
| 1 500 meter        | Kalle Berglund           | Spårvägens FK                                                          | 3:50,24  | Elmar Engholm       | Hässelby SK                                                              | 3:50,60  | Staffan Ek               | Huddinge AIS                                                               | 3:51,71  |
| 5 000 meter        | Jonas Leanderson (Glans) | Malmö AI                                                               | 14:30,04 | Staffan Ek          | Huddinge AIS                                                             | 14:30,95 | Abraham Adhanom          | Eskilstuna FI                                                              | 14:32,20 |
| 10 000 meter       | Mustafa Mohammed         | Hälle IF                                                               | 29:22,07 | Mikael Ekvall       | Strömstad LK                                                             | 29:22,08 | Abraham Adhanom          | Eskilstuna FI                                                              | 29:31,55 |
| 10 km landsväg     | Abraham Adhanom          | Eskilstuna FI                                                          | 29:50    | Mikael Ekvall       | Strömstad LK                                                             | 29:55    | David Nilsson            | Högby IF                                                                   | 30:09    |
| Halvmaraton        | Abraham Adhanom          | Eskilstuna FI                                                          | 1:04:50  | Nasir Dawoud        | Eskilstuna FI                                                            | 1:05:01  | Mikael Ekvall            | Strömstad LK                                                               | 1:05:01  |
| Maraton            | Mustafa Mohamed          | Hälle IF                                                               | 2:20:01  | Lars Södergård      | Spårvägens FK                                                            | 2:25:37  | Anders Fransson          | Rånäs 4H                                                                   | 2:27:51  |
| 100 km landsväg    | André Rangelind          | IF Göta                                                                | 6:51:27  | Elov Olsson         | Ockelbo SK                                                               | 6:57:44  | Jimmy Voxek              | Hälle IF                                                                   | 7:54:39  |
| 4 km terräng       | Abraham Adhanom          | Eskilstuna FI                                                          | 11:53    | Suldan Hassan       | Ullevi FK                                                                | 11:57    | Andreas Åhwall           | Hässelby SK                                                                | 11:57    |
| 12 km terräng      | Abraham Adhanom          | Eskilstuna FI                                                          | 37:38    | David Nilsson       | Högby IF                                                                 | 37:50    | Olle Walleräng           | Spårvägens FK                                                              | 38:22    |
| 4 km terräng lag   | Huddinge AIS             | Staffan Ek, John Kingstedt, Ebba Tulu Chala                            | 36:33    | Spårvägens FK       | John Foitzik, Olle Walleräng, Johan Walldén                              | 36:38    | Ullevi FK                | Suldan Hassan, Joel Zachrisson, Hampus Börjesson                           | 36:42    |
| 12 km terräng lag  | Spårvägens FK            | Olle Walleräng, John Foitzik, Lars Södergård                           | 1:56:18  | Eskilstuna FI       | Abraham Adhanom, Nasir Dawud, Martin Stjernlöf                           | 1:57:28  | Hässelby SK              | Andreas Åhwal, Elmar Engholm, Marcus Åberg                                 | 1:57:48  |
| 110 meter häck     | Alexander Brorsson       | Athletics 24Seven                                                      | 14,27    | Anton Levin         | Malmö AI                                                                 | 14,36    | Jonathan Holm            | Strands IF                                                                 | 14,43    |
| 400 meter häck     | Isak Andersson           | Upsala IF                                                              | 52,04    | Jonathan Carbe      | Örgryte IS                                                               | 52,62    | Viktor Nylander          | Malmö AI                                                                   | 52,74    |
| 3 000 meter hinder | Vidar Johansson          | Sävedalens AIK                                                         | 8:57,22  | Emil Blomberg       | Hässelby SK                                                              | 8:57,48  | Napoleon Solomon         | Turebergs FK                                                               | 8:59,07  |
| 4 x 100 meter      | Ullevi FK                | Emil von Barth, Sulayman Bah, David Sennung, Patrik Andersson          | 39,99    | Malmö AI            | Emmanuel Dawlsson, Austin Hamilton, Thobias Nilsson Montler, Anton Levin | 40,67    | Hammarby IF              | Jonathan Wulff, Jean-Christian Zirgnan, Jacob Ewertzh, Desmond Rogo        | 40,77    |
| 4 x 400 meter      | Ullevi FK, lag 1         | Adam Danielsson, Alexander Lessner, Alexander Lundskog, Dennis Forsman | 3:11,65  | Hässelby SK         | Olle Forslin, Mattias Claesson, Petter Olson, Johan Wissman              | 3:13,65  | Ullevi FK, lag 2         | Martin Selin, Victor Fingal, Oskar Greilert, Martin Astner                 | 3:13,74  |
| 4 x 800 meter      | Spårvägens FK            | Johan Walldén, Johan Svensson, William Levay, Kalle Berglund           | 7:25,17  | Turebergs FK        | Tim Sundström, Martin Hammar, Johan Eriksson, Andreas Almgren            | 7:27,65  | Hässelby SK              | Anton Persson, Emil Blomberg, Gustav Bivstedt, Mattias Claesson            | 7:39,04  |
| 4 x 1 500 meter    | Spårvägens FK            | John Foirzik, Johan Walldén, William Levay, Kalle Berglund             | 15:32,38 | Huddinge AIS        | Johan Hydén, Ebba Tulu Chala, Niklas Jonsson, Staffan Ek                 | 15:51,21 | Malmö AI                 | Abdirezak Adam, Warshame Doley, Anton Danielsson, Jonas Leanderson (Glans) | 16:10,44 |
| Höjdhopp           | Andreas Carlsson         | IK Ymer                                                                | 2,11     | Mehdi Alkhatib      | Hammarby IF                                                              | 2,10     | Philip Frifelt Lundqvist | IF Göta                                                                    | 2,10     |
| Stavhopp           | Oscar Janson             | Ullevi FK                                                              | 5,09     | Marcus Nilsson      | Högby IF                                                                 | 5,00     | Filip Gyllensten         | IF Kville                                                                  | 5,00     |
| Längdhopp          | Michel Tornéus           | Hammarby IF                                                            | 7,74     | Andreas Carlsson    | IK Ymer                                                                  | 7,59     | Johan Talèus             | Eskilstuna FI                                                              | 7,49     |
| Tresteg            | Michel Tornéus           | Hammarby IF                                                            | 16,10    | Erik Ehrlin         | Hammarby IF                                                              | 15,58    | Mathias Ström            | Örgryte IS                                                                 | 15,38    |
| Kula               | Daniel Ståhl             | Spårvägens FK                                                          | 19,38    | Niklas Arrhenius    | Spårvägens FK                                                            | 19,15    | Leif Arrhenius           | Spårvägens FK                                                              | 18,61    |
| Diskus             | Daniel Ståhl             | Spårvägens FK                                                          | 68,72    | Axel Härstedt       | Malmö AI                                                                 | 63,49    | Benn Harradine           | Hammarby IF                                                                | 62,20    |
| Slägga             | Oscar Vestlund           | IF Göta Karlstad                                                       | 70,32    | Elias Håkansson     | Spårvägens FK                                                            | 68,29    | Mattias Lindberg         | Skellefteå AIK                                                             | 64,93    |
| Spjut              | Kim Amb                  | Bålsta IK                                                              | 83,46    | Jiannis Smalios     | KFUM Örebro                                                              | 79,60    | Gabriel Wallin           | Södertälje IF                                                              | 76,96    |
| Tiokamp            | Fredrik Samuelsson       | Hässelby SK                                                            | 7 788    | Sebastian Ruthström | Spårvägens FK                                                            | 7 211    | Kevin Fankl              | Ullevi FK                                                                  | 6 803    |
| Lagtävling         | Spårvägens FK            | -                                                                      | 67       | Hässelby SK         | -                                                                        | 66       | Örgryte IS               | -                                                                          | 65       |

### Damer
| Gren               | Guld                | Guld                                                                       | Guld     | Silver                      | Silver                                                          | Silver   | Brons                   | Brons                                                                         | Brons    |
| 100 meter          | Khaddi Sagnia       | Ullevi FK                                                                  | 11,48    | Susanna Kallur              | Falu IK                                                         | 11,53    | Elin Östlund            | KFUM Örebro                                                                   | 11,64    |
| 200 meter          | Gladys Bamane       | Spårvägens FK                                                              | 24,19    | Malin Ström                 | Bollnäs FIK                                                     | 24,21    | Isabelle Eurenius       | Spårvägens FK                                                                 | 24,25    |
| 400 meter          | Matilda Hellqvist   | Ullevi FK                                                                  | 54,04    | Lisa Duffy                  | Hässelby SK                                                     | 54,20    | Pernilla Tornemark      | Malmö AI                                                                      | 54,91    |
| 800 meter          | Lovisa Lindh        | Ullevi FK                                                                  | 2:01,25  | Anna Silvander              | IFK Lidingö                                                     | 2:02,57  | Hanna Hermansson        | Turebergs FK                                                                  | 2:04,28  |
| 1 500 meter        | Anna Silvander      | IFK Lidingö                                                                | 4:25,27  | Sofia Öberg                 | IFK Lidingö                                                     | 4:26,56  | Yolanda Ngarambe        | Turebergs FK                                                                  | 4:28,78  |
| 5 000 meter        | Sarah Lahti         | Hässelby SK                                                                | 15:32,46 | Maria Larsson               | Örgryte IS                                                      | 16:19,86 | Louise Wiker            | Hässelby SK                                                                   | 16:33,62 |
| 10 000 meter       | Malin Liljestedt    | Spårvägens FK                                                              | 34:54,59 | Louise Wiker                | Hässelby SK                                                     | 34:56,95 | Cecilia Norrbom         | Spårvägens FK                                                                 | 35:03,17 |
| 10 km landsväg     | Maria Larsson       | Örgryte IS                                                                 | 34:37    | Sara Holmgren               | Sävedalens AIK                                                  | 35:01    | Ida Nilsson             | Högby IF                                                                      | 35:03    |
| Halvmaraton        | Isabellah Andersson | Hässelby SK                                                                | 1:16:21  | Emma Nordling               | Enhörna IF                                                      | 1:16:27  | Frida Lundén            | FK Studenterna                                                                | 1:16:31  |
| Maraton            | Isabellah Andersson | Hässelby SK                                                                | 2:35:47  | Charlotte Karlsson          | Hässelby SK                                                     | 2:46:29  | Hanna Lindholm          | Huddinge AIS                                                                  | 2:49:01  |
| 100 km landsväg    | Frida Södermark     | Tjalve IF                                                                  | 8:03:26  | Sophia Sundberg             | Väsby IK                                                        | 8:13:52  | -                       | -                                                                             | -        |
| 4 km terräng       | Sarah Lahti         | Hässelby SK                                                                | 13:14    | Charlotta Fougberg          | Ullevi FK                                                       | 13:26    | Louise Wiker            | Hässelby SK                                                                   | 13:50    |
| 8 km terräng       | Charlotta Fougberg  | Ullevi FK                                                                  | 27:42    | Ronja Fjellner              | Örgryte IS                                                      | 29:08    | Sara Holmgren           | Sävedalens AIK                                                                | 29:12    |
| 4 km terräng lag   | Hässelby SK         | Sarah Lahti, Louise Wiker, Hanna Bartholomew                               | 41:10    | Ullevi FK                   | Charlotta Fougberg, Lovisa Lindh, Jill Höstman                  | 41:10    | Örgryte IS              | Ronja Fjellner, Frida Kristiansson, Johanna Larsson                           | 42:48    |
| 8 km terräng lag   | Sävedalens AIK      | Sara Holmgren, Elin Borglund, Malin Strand                                 | 1:29:06  | Örgryte IS                  | Ronja Fjellner, Frida Kristiansson, Johanna Larsson             | 1:30:15  | Spårvägens FK           | Cecilia Norrbom, Frida Aspnäs, Elina Johansson                                | 1:30:34  |
| 100 meter häck     | Elin Vesterlund     | Spårvägens FK                                                              | 13,42    | Amanda Hansson              | Hässelby SK                                                     | 13,64    | Malin Skogström         | Hässelby SK                                                                   | 13,78    |
| 400 meter häck     | Hanna Palmqvist     | Mölndals AIK                                                               | 59,07    | Sofia Johnsson              | Hässelby SK                                                     | 59,42    | Johanna Holmén Svensson | Ullevi FK                                                                     | 59,71    |
| 3 000 meter hinder | Maria Larsson       | Örgryte IS                                                                 | 10:04,23 | Maria Borglund              | Sävedalens AIK                                                  | 10:41,11 | Amélie Svensson         | Sävedalens AIK                                                                | 11:15,20 |
| 4 x 100 meter      | Spårvägens FK       | Gladys Bamane, Isabelle Eurenius, Elin Westerlund, Moa Hjelmer             | 44,82    | Hässelby SK                 | Sara Kviberg, Amanda Hansson, Jessica Östlund, Caroline larsson | 46,32    | Ullevi FK               | Johanna Holmén-Svensson, Matilda Hellqvist, Alice Svantesson, Estelle Montler | 46,49    |
| 4 x 400 meter      | Ullevi FK           | Åsa Skoglund, Matilda Hellqvist, Alice Svantesson, Johanna Holmén-Svensson | 3:42,81  | Hässelby SK                 | Jenny Wingqvist, Malin Skogström, Sofia Johnsson, Elin Moraiti  | 3:47,09  | Malmö AI                | Pernilla Tornemark, Alexandra Everett, Frida Gridheim, Ratricia Striner       | 3:47,18  |
| 4 x 800 meter      | IFK Lidingö         | Vilma Jonsson, Charlotte Schönberg, Sofia Öberg, Anna Silvander            | 8:44,08  | Hässelby SK                 | Lovisa Bivstedt, Astrid Rosvall, Lina Alainetalo, Elin Moraiti  | 8:50,64  | Sävedalens AIK          | Sara Holmgren, Sara Christiansson, Lisa Bergdahl, Linn Söderholm              | 9:12,17  |
| 3 x 1 500 meter    | IFK Lidingö         | Sofia Öberg, Charlotte Schönbeck, Anna Silvander                           | 13:36,09 | Sävedalens AIK              | Sara Holmgren, Gaël Conivkk, Linn Söderholm                     | 13:49,35 | Spårvägens FK           | Lena Örn, Cecilia Norrbom, Malin Liljestedt                                   | 13:55,47 |
| Höjdhopp           | Sofie Skoog         | IF Göta Karlstad                                                           | 1,90     | Emma Green                  | Örgryte IS                                                      | 1,79     | Ebba Jungmark           | Mölndals AIK                                                                  | 1,79     |
| Stavhopp           | Angelica Bengtsson  | Hässelby SK                                                                | 4,35     | Michaela Meijer             | Örgryte IS                                                      | 4,19     | Lisa Gunnarsson         | Hässelby SK                                                                   | 4,07     |
| Längdhopp          | Khaddi Sagnia       | Ullevi FK                                                                  | 6,69     | Erica Jarder                | Spårvägens FK                                                   | 6,36     | Malin Marmbrandt        | Västerås FK                                                                   | 6,13     |
| Tresteg            | Malin Marmbrandt    | Västerås FK                                                                | 13,11    | Rebecka Abrahamsson         | FIF Gnistan                                                     | 12,87    | Fanny Ernestam          | KFUM Örebro                                                                   | 12,84    |
| Kula               | Fanny Roos          | Athletics 24Seven                                                          | 16,80    | Frida Åkerström             | Huddinge AIS                                                    | 15,31    | Maria Nilsson           | IK Orient                                                                     | 14,25    |
| Diskus             | Sofia Larsson       | Ullevi FK                                                                  | 50,42    | Anna Karlsson               | Motala AIF                                                      | 47,89    | Fanny Roos              | Athletics 24Seven                                                             | 47,37    |
| Slägga             | Marinda Petersson   | Malmö AI                                                                   | 69,22    | Ida Storm                   | Hässelby SK                                                     | 66,79    | Tracey Andersson        | Ullevi FK                                                                     | 64,50    |
| Spjut              | Anna Wessman        | IFK Växjö                                                                  | 57,76    | Elisabeth Höglund (Lithell) | IF Göta                                                         | 54,42    | Sofi Flink              | Västerås FK                                                                   | 54,39    |
| Sjukamp            | Bianca Salming      | Täby IS                                                                    | 5 565    | Lovisa Linde                | Täby IS                                                         | 5 319    | Malin Skogström         | Hässelby SK                                                                   | 5 100    |
| Lagtävling         | Ullevi FK           | -                                                                          | 78       | Hässelby SK                 | -                                                               | 70,5     | IF Göta Karlstad        | -                                                                             | 67       |

### Fotnoter
1. ↑  ”Resultatarkiv hos friidrott.se”. friidrott.se. Arkiverad från originalet den 3 november 2016. https://web.archive.org/web/20161103233752/http://www.friidrott.se/rs/resultat.aspx?page=results&year=2016&type=2. Läst 1 november 2016.
2. 1 2 3 4 5 6 7 8 9 10 11 12 13 14 15 16 17 18 19 20 21 22 23 24 25 26 27 28 29 30 31 32 33 34 35 36  ”Stora SM 2016”. Arkiverad från originalet den 23 augusti 2017. https://web.archive.org/web/20170823210252/http://212.247.216.72/friidrott/sm16/Resultat.php. Läst 1 november 2016.
3. 1 2  ”SM 10 km landsväg 2016”. marathon.se. http://www.marathon.se/racetimer?v=/sv/race/show/3320%3Flayout%3Dmarathon. Läst 1 november 2016.
4. 1 2  ”SM i halvmarathon 2016”. friidrott.se. Arkiverad från originalet den 3 november 2016. https://web.archive.org/web/20161103234058/http://www.friidrott.se/docs/sm16offhalvmara.pdf. Läst 1 november 2016.
5. 1 2  ”SM i marathon 2016”. friidrott.se. Arkiverad från originalet den 3 november 2016. https://web.archive.org/web/20161103215720/http://www.friidrott.se/docs/sm16offmara.pdf. Läst 1 november 2016.
6. 1 2  ”SM 100 km landsväg 2016”. smfriidrott.com. Arkiverad från originalet den 18 augusti 2016. https://web.archive.org/web/20160818094213/http://www.smfriidrott.com/tavling/sm-100km-2016/resultatlista. Läst 1 november 2016.
7. 1 2 3 4 5 6 7 8  ”Terräng-SM 2016”. racetimer.se. http://www.racetimer.se/sv/race/show/3482?layout=racetimer. Läst 1 november 2016.
8. 1 2 3 4 5 6 7 8  ”Stafett-SM 2016”. trackandfield.se. http://www.trackandfield.se/resultat/2016/160528.htm. Läst 1 november 2016.
9. 1 2  ”SM i mångkamp 2016”. idrottonline.se. http://idrottonline.se/FaluIK-Friidrott/globalassets/falu-ik---friidrott-sm-jsm-usm-mangkamp-/dokument/2016/prelslutres.htm. Läst 1 november 2016.
10. 1 2  ”Lag-SM 2016”. Arkiverad från originalet den 3 november 2016. https://web.archive.org/web/20161103215644/http://212.247.216.72/friidrott/LagSM16/Resultat.php. Läst 1 november 2016.